# San Canzian d'Isonzo
San Canzian d'Isonzo é uma comuna italiana da região do Friuli-Venezia Giulia, província de Gorizia, com cerca de 5.808 habitantes. Estende-se por uma área de 33 km², tendo uma densidade populacional de 176 hab/km². Faz fronteira com Fiumicello (UD), Grado, Ronchi dei Legionari, San Pier d'Isonzo, Staranzano, Turriaco.

## Demografia
| Variação demográfica do município entre 1861 e 2011                               |
|                                                                                   |
| Fonte: Istituto Nazionale di Statistica (ISTAT) - Elaboração gráfica da Wikipedia |